# F-Zero
F-Zero (エフゼロ?) è un videogioco del genere simulatore di guida sviluppato da Nintendo EAD e pubblicato da Nintendo nel 1990 per Super Nintendo Entertainment System.
Prodotto da Shigeru Miyamoto e pubblicato in Giappone il 21 novembre 1990, è stato successivamente distribuito negli Stati Uniti d'America nell'agosto 1991 e in Europa il 4 giugno 1992. Nonostante il successo del primo titolo della serie omonima, il videogioco ha ricevuto un sequel in occidente solamente otto anni dopo, con la pubblicazione di F-Zero X (1998). È stato successivamente convertito per Wii, Wii U e Nintendo 3DS. Il gioco è inoltre incluso in tutte le versioni del Nintendo Classic Mini: Super Nintendo Entertainment System.
Videogioco per giocatore singolo, F-Zero presenta uno scenario futuristico in cui sono presenti quattro tipi di veicoli a levitazione antigravitazionale capaci di correre lungo 15 percorsi differenti. Insieme a Pilotwings è uno dei primi videogiochi Nintendo in grafica pseudo 3D a impiegare la Mode 7 dello SNES. F-Zero è considerato da IGN uno dei giochi di guida più influenti della storia, definendo lo standard di titoli come Wipeout e Rollcage.
Tra le fonti di ispirazione per F-Zero i suoi autori hanno citato Famicom Grand Prix: F-1 Race, Hot Wheels e il film Batman.

## Trama
Verso la fine del ventesimo secolo l'umanità era attanagliata dalla paura di invasioni extraterrestri, note come UFO.
Nell'anno 2560, in seguito a innumerevoli incontri fra umani e forme di vita aliena in tutto l'universo, la struttura sociale della Terra si espanse fino a proporzioni astronomiche.
Commercio, tecnologia e scambi culturali sono all'ordine del giorno fra i diversi pianeti. I multimiliardari che fecero la loro fortuna grazie al commercio intergalattico erano soddisfatti del loro stile di vita, tuttavia sentivano che mancava qualcosa che stimolasse la loro esistenza, e fu così che nacque un nuovo tipo di svago, basato sulle vecchie corse di Formula 1, chiamato semplicemente F-Zero.

## Modalità di gioco
F-Zero possiede un totale di 15 tracciati divisi in 3 leghe da 5 ciascuno, secondo la difficoltà. Inoltre F-Zero ha tre diversi livelli di difficoltà iniziali: beginner (principiante), intermediate (intermedio) ed expert (esperto). Dopo aver completato un intero torneo al livello expert si sbloccherà un quarto livello di difficoltà, master.
| # | Knight League (facile) | Queen League (moderato) | King League (difficile) |
| - | ---------------------- | ----------------------- | ----------------------- |
| 1 | Mute City I            | Mute City II            | Mute City III           |
| 2 | Big Blue               | Port Town               | Death Wind II           |
| 3 | Sand Ocean             | Red Canyon I            | Port Town II            |
| 4 | Death Wind I           | White Land I            | Red Canyon II           |
| 5 | Silence                | White Land II           | Fire Field              |

### Personaggi
I personaggi che possono essere scelti per partecipare ad un campionato di F-Zero sono quattro. Essi non compaiono mai all'interno del gioco in quanto sono perennemente all'interno della loro vettura.
Esistono poi una serie di altre vetture anch'esse in gara che però non possono essere guidate dal giocatore, inclusi alcuni veicoli di colore giallo senape che non gareggiano ma hanno la sola funzione di intralciare i concorrenti. All'interno della storia di F-Zero svolgono lo stesso ruolo delle motociclette e delle automobili nelle corse ciclistiche. Alcuni di essi sono di un colore rosa fosforescente e al minimo contatto esplodono, danneggiando il veicolo in corsa.
Captain Falcon
Il suo nome completo è Captain Douglas Jay Falcon, si tratta di un misterioso pilota dall'aspetto futuristico. Captain Falcon è il pilota della Blue Falcon, una monoposto di colore blu. Fra i quattro veicoli a disposizione essa è ottima nell'accelerazione e nella rapidità di riparazione danni (seconda in entrambi i parametri), discreta nella velocità massima (terza). Captain Falcon appare anche nella serie Super Smash Bros. come personaggio giocante.
Dr. Stewart
Il Dottor Robert Stewart è un chirurgo ed iniziò ad interessarsi di F-Zero in seguito alla morte misteriosa del padre, il possessore originario della Golden Fox, la vettura guidata da Stewart. Il colore della monoposto è il giallo ed è la migliore in assoluto in quanto ad accelerazione e rapidità di riparazione danni, ma la peggiore per quanto riguarda la velocità massima.
Pico
Pico è un personaggio extraterrestre, 124 anni di età che però nel suo pianeta rappresentano ancora l'età di un adolescente. La sua pelle è di colore verde, lo stesso della sua vettura, la Wild Goose, carente in accelerazione (terza) e rapidità di riparazione danni (quarta) ma ottima nella velocità massima (seconda). È inoltre il veicolo in assoluto più resistente agli urti.
Samurai Goroh
Samurai Goroh è il noto boss quarantacinquenne di una gang di banditi operante nella zona del Red Canyon. Di corporatura estremamente robusta, è il pilota della Fire Stingray, vettura di colore fucsia, carente in accelerazione (quarta) e rapidità di riparazione danni (terza) ma in assoluto la più veloce del gioco. È presente anche in F-Zero GX come quinto personaggio. Appare anche come assistente in Super Smash Bros. Brawl e Super Smash Bros. per Nintendo 3DS e Wii U.

## F-Zero 99
Il 14 settembre 2023 viene pubblicato per Nintendo Switch F-Zero 99, un videogioco di corse online gratuito disponibile tramite il servizio di abbonamento Nintendo Switch Online (NSO). In modo simile alle esclusive NSO come Tetris 99 e Pac-Man 99, il gioco riutilizza gli stessi asset e gameplay del gioco del 1990 e lo ricontestualizza come un battle royale.